# Joseph Pennell

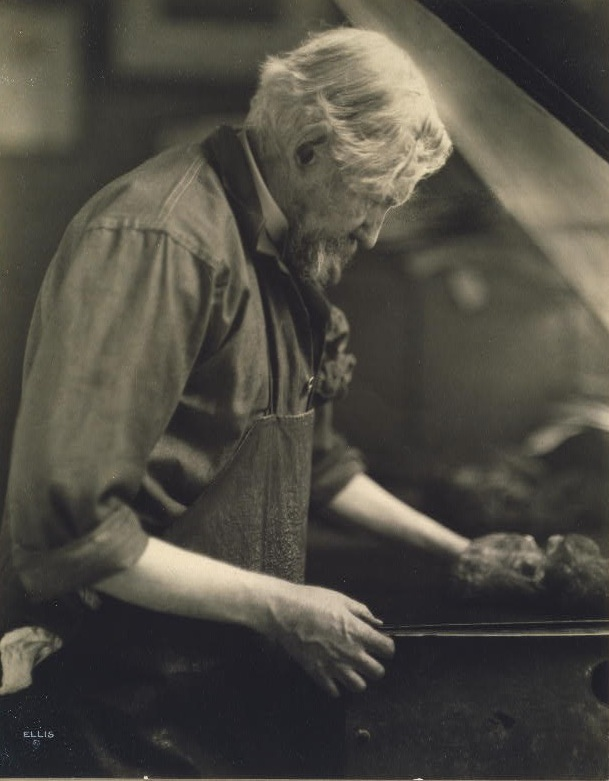
Joseph Pennell an der Druckerpresse, um 1922

Joseph Pennell (* 4. Juli 1857 in Philadelphia; † 23. April 1926 in New York) war ein US-amerikanischer Lithograf, Illustrator und Autor.

## Leben
Pennell wurde in Philadelphia geboren und studierte zuerst an der Pennsylvania School of Industrial Art und später an der Pennsylvania Academy of Fine Arts, aber wie sein Landsmann und Freund, James McNeill Whistler, ging er nach Europa und zog später nach London (1884) und studierte an der Slade School of Art. 
Er produzierte zahlreiche Bücher, viele gemeinsam mit seiner Frau Elizabeth Robins (1855–1936), aber sein Hauptaugenmerk war die Lithografie und Illustration. Deren nahe Bekanntschaft mit dem Maler Whistler brachte Pannell dazu, eine Biografie des Künstlers zu verfassen (1906). Doch die Veröffentlichung verschob sich um zwei Jahre (1908), wegen eines Rechtsstreit um die Briefe des Künstlers.
Pennell entdeckte 1891 als Erster, bei dem Vermeer-Bild „Der Soldat und das lachende Mädchen“, dass Jan Vermeer auf Grund der „fotografischen Perspektiven“ mit einer Camera Obscura gearbeitet haben muss.
Pennells grafisches Œuvre umfasst mehr als 1.800 Radierungen (er war Mitglied im New York Etching Club) und Lithografien sowie ungezählte Zeichnungen (häufig Pastellkreiden) und auch viele Aquarelle.
1908 wurde Pennell in die American Academy of Arts and Letters aufgenommen und 1909 zum Mitglied (NA) der National Academy of Design gewählt. Die Académie royale des Sciences, des Lettres et des Beaux-Arts de Belgique nahm ihn 1913 als assoziiertes Mitglied auf.

## Werke (Auswahl)

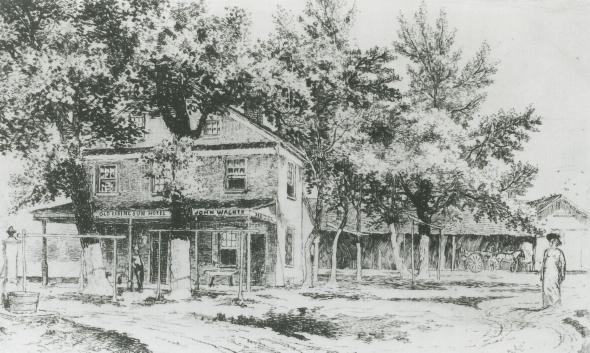
The Rising Sun Tavern, 1880
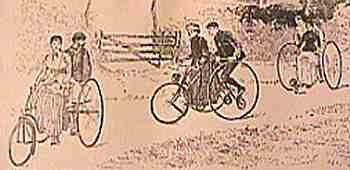
Plakat, 1891
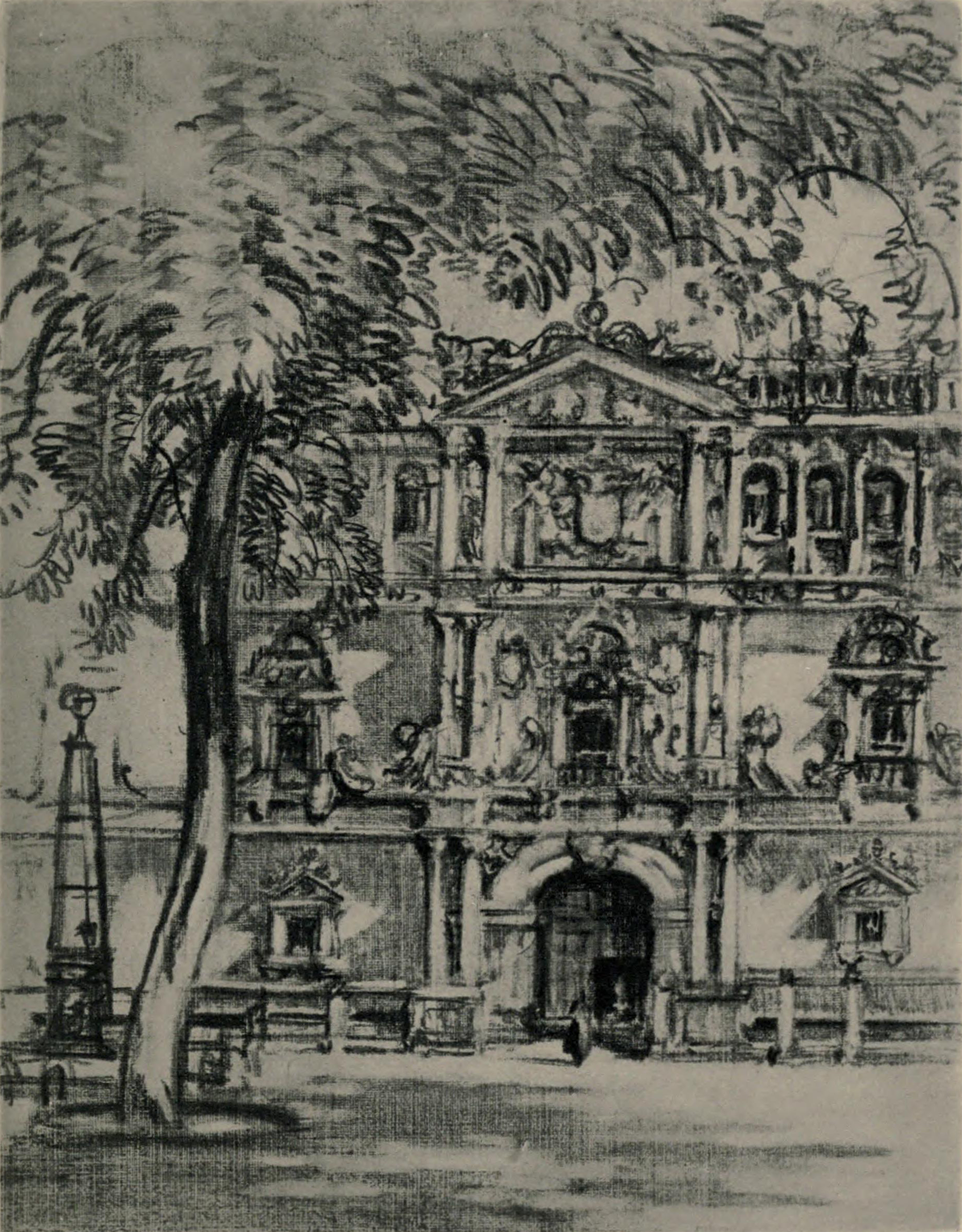
"The University of Alcala", 1903
Plakat für Liberty Bonds, 1918
Lulworth Cove